# Abel Laudonio
Abel Laudonio (* 30. August 1938 in Buenos Aires; † 12. August 2014) war ein argentinischer Leichtgewichtsboxer.

## Amateur
Laudonio nahm bereits an den Olympischen Spielen 1956 in Melbourne teil, schied dort aber im Achtelfinale der Fliegengewichtsklasse gegen den Briten Terry Spinks aus, der dann auch die Goldmedaille gewann. 1959 belegte er bei den Panamerikanischen Spielen in Chicago den ersten Platz im Leichtgewicht.
Bei der Olympiade 1960 in Rom, seiner zweiten Olympiateilnahme, sicherte sich Laudonio die Bronzemedaille im Leichtgewicht, er unterlag dort im Halbfinale dem Italiener Sandro Lopopolo knapp nach Punkten.

## Profi
Seine Profikarriere begann Laudonio 1961. Er absolvierte 36 Kämpfe ohne Niederlage, unterbrochen von nur einem Unentschieden. Die ersten neunzehn Kämpfe wurden alle durch K. o. entschieden.
Nach einigen weiteren Kämpfen wurde Laudonio im November 1964 durch einen Punktsieg über Nicolino Locche argentinischer Leichtgewichtsmeister. Gegen denselben Gegner verlor Laudonio knapp ein halbes Jahr später den Kampf um die südamerikanische Meisterschaft im Leichtgewicht. Ein weiteres halbes Jahr später beendete er seine Karriere nach nur vier Jahren als Profi.